# Clausophyes moserae
Clausophyes moserae är en nässeldjursart som beskrevs av Lynn Margulis 1988. Clausophyes moserae ingår i släktet Clausophyes och familjen Clausophyidae. Inga underarter finns listade i Catalogue of Life.